# TESS (telefonia)
TESS foi uma operadora de telefonia móvel com sede em Campinas que atuava no interior e litoral do estado de São Paulo, iniciando suas operações em 1998 e que posteriormente foi adquirida pela Claro.
Os seus acionistas iniciais incluíam a Eriline, a Primav (do grupo C.R. Almeida) e da empresa de telecomunicações sueca Telia. No mesmo ano da fundação, a Primav vendeu suas ações na empresa para a Lightel (do grupo Algar). A Telia vendeu suas ações preferenciais na empresa à Telecom Americas em abril de 2001. O consórcio venceu a disputa pela concessão com uma oferta de 1,326 bilhão de reais.
Na época de sua criação, a TESS era considerada uma inovação em telefonia celular pois era a única operadora a oferecer serviço 100% digital, porém a operadora sofria com a pequena área de cobertura quando comparada a antiga rival Telesp Celular.
Essa operadora utilizava a Banda B inicialmente implantada no Brasil em 1998. Seu sinal utilizava a tecnologia TDMA.
Em 2003, a Tess, juntamente com a ATL, BCP, Claro Digital, Americel e BSE formaram a Claro.